# متعرج

رسم متعرج.

الشكل المتعرج هو نموذج يتكون من زوايا صغيرة عند زوايا متغيرة، على الرغم من ثباته داخل التعرج، متتبعاً مساراً بين خطين متوازيين. يمكن وصفها على حد سواء خشنة ومنتظمة إلى حد ما.

من وجهة نظر التماثل، يمكن أن يتولد متعرج منتظم من شكل بسيط مثل جزء من الخط عن طريق التطبيق المتكرر للانعكاس الانزلاقي.

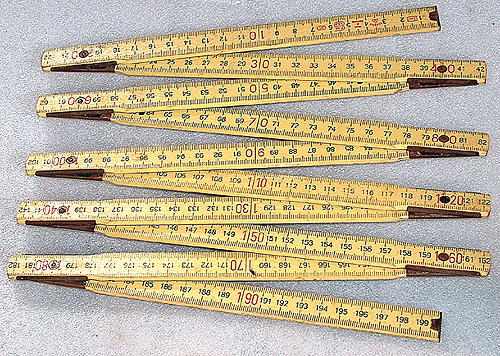
متران من مسطرة النجار تحتوي على تقسيمات سنتمترية.

1. ↑  "معلومات عن متعرج على موقع omegawiki.org". omegawiki.org. مؤرشف من الأصل في 2020-02-13.
2. ↑  "معلومات عن متعرج على موقع getty.edu". getty.edu. مؤرشف من الأصل في 2020-02-13.